# Tour de l'Orle d'Or
La tour de l'Orle d'Or est un monument composant le donjon médiéval de l'ancien château de Semur-en-Auxois, en Côte-d'Or (Bourgogne-Franche-Comté).

## Localisation
Le donjon, composé également de la tour de la Géhenne, de la tour Margot et de la tour de la Prison, est situé à la base du méandre formé par la rivière Armançon. En ce sens, le donjon protège l'accès au centre du méandre, site de développement originel de la ville. La tour surplombe le vallon creusé par la rivière dans le socle granitique.

## Histoire
Le donjon est édifié par le duc de Bourgogne Robert II à la fin du XIIIe siècle. C'est à peu près au même moment (1276) qu'il octroie une charte de Commune pour la ville. L'ensemble castral qui est une des constituantes de la fortification urbaine, est un centre de contrôle et de représentation du pouvoir ducal dans cette ville, capitale du bailliage d'Auxois. Il s'y trouve notamment les appartements du châtelain, une chapelle et des prisons.
Plus spécifiquement, la tour de l'Orle d'Or constitue en partie basse une porte d'accès à la ville depuis les rues bordant la rivière. Ses étages accueillent un corps de garde et le siège de la mairie. Elle sert également de logement très ponctuel pour la famille ducale lors de ses voyages. Sur ordre de Henri IV, l'arasement des courtines qui reliaient les tours au début du XVIIe siècle marque un déclassement de l'édifice. Cette opération est la cause majeure de la fissure orientée vers le nord qui existe sur presque toute la hauteur de la tour.
Après quelques travaux, et notamment l'installation d'escaliers intérieurs, la Société des sciences de Semur s'y installe en 1905. L'édifice qui accueille un musée et une bibliothèque est encore aujourd'hui son siège social.
La tour se visite à la belle saison, ce qui permet également d'apprécier le panorama de la ville depuis le dernier étage.
L'ensemble du donjon est classé au titre des monuments historiques depuis 1862.

## Architecture
Élevée sur un plan circulaire et sur une hauteur de 35 m (44 m pour le sommet de la toiture), la tour de l'Orle d'Or est l'une des tours médiévales les plus massives de Bourgogne. Une datation par dendrochronologie des plafonds et de la charpente donne la date de 1274 pour sa construction, à l'emplacement d'un édifice préexistant mal connu.
Le niveau inférieur voûté, où les murs atteignent à certains endroits plus de 5 m d'épaisseur, sert jusqu'au XVIIe siècle de passage pour accéder à la ville depuis la rue des Vaux et le pont des Minimes.

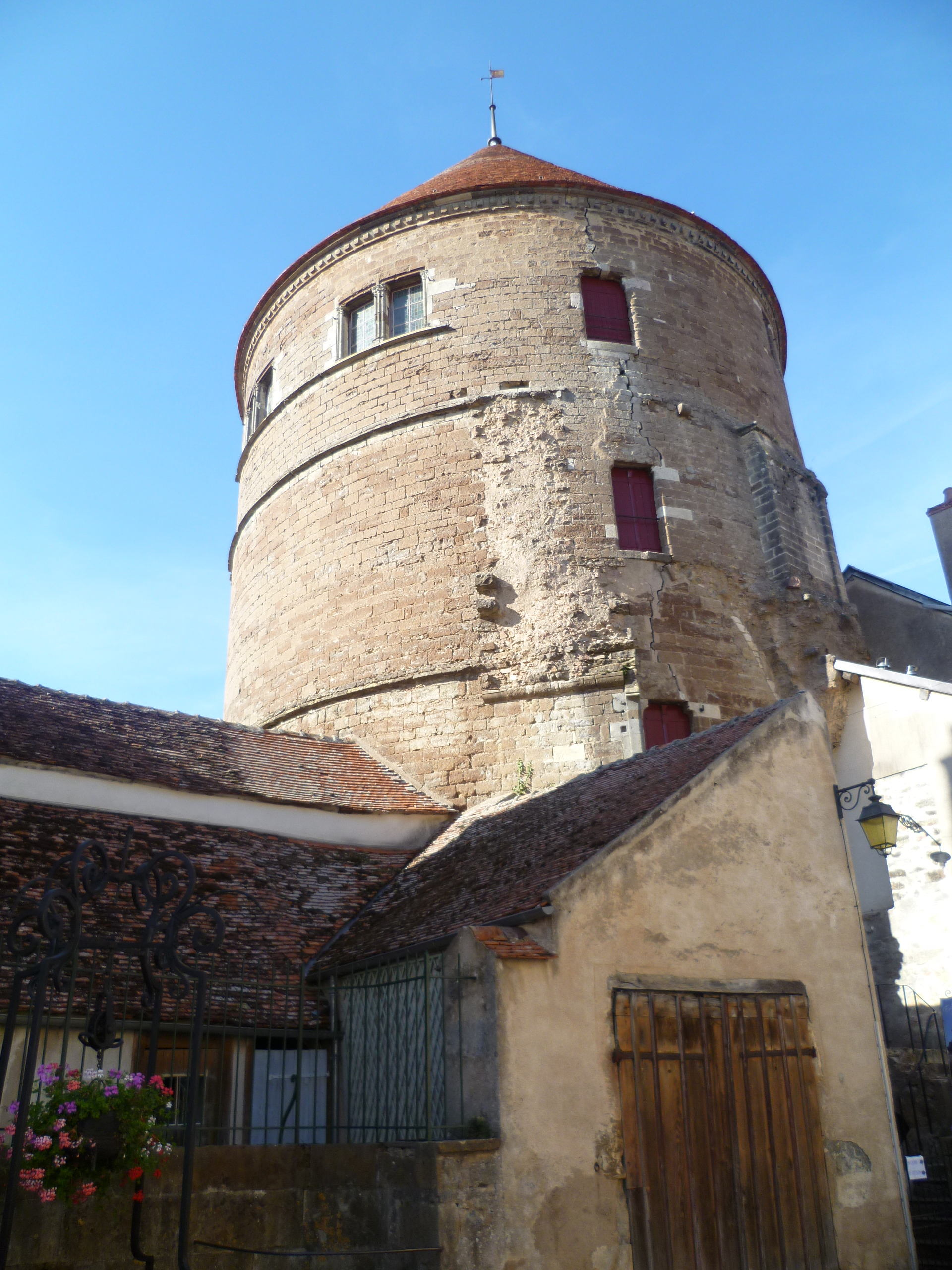
Façade sud de la tour de l'Orle d'Or

Les niveaux supérieurs, sur un plan décagonal pour les parements intérieurs, sont au nombre de 4 avec pour chaque étage un poteau en bois médian supportant le plafond. Ils sont ajourés d'archères en bas et de baie-créneau au dernier niveau. L'accès aux étages se faisaient initialement par les courtines, mais un escalier en pierre d'origine dans l'épaisseur du mur donne accès à l'entresol sous la charpente. La charpente d'origine en chêne présente une enrayure remarquable, prise en exemple pour le château de Guédelon.